# Asian Centre for Human Rights
The Asian Centre for Human Rights är en icke-statlig organisation som arbetar för mänskliga rättigheter i Asien. Organisationen har bland annat redogjort för den utbredda användningen av tortyr i bland annat Burma och Indien.